# مارك بيرش (فارس)
مارك بيرش (بالإنجليزية: Mark Birch)‏ هو فارس بريطاني، ولد في 1949، وتوفي في 19 أكتوبر 2016.